# Keita Baldé
Keita Baldé Diao (Arbúcies, 1995. március 8. –) szenegáli válogatott labdarúgó, posztját tekintve csatár, az AC Monza játékosa.

## Pályafutása

### Korai évek
Keita Baldé Diao a Katalóniához tartozó Arbúciesben született szenegáli szülők gyermekeként. 2004-ben csatlakozott az FC Barcelona utánpótlás akadémiájához. 2010-ben a katalánok ifjúsági csapatával vett részt egy Katarban rendezett tornán, ahol egyik csapattársának az ágyába jégkockákat rejtett. Fegyelmezetlenségéért a következő szezonra kölcsönadták az alsóbb osztályú UE Cornellànak. Új csapatának ifjúsági együttesében 47 gólt szerzett, majd amikor a Barcelona visszarendelte volna, ő elutasította a katalánokat, mondván a Manchester United és a Real Madrid is érdeklődik utána.

### SS Lazio
2011 nyarán 300 000 euróért cserében szerződött az olasz Lazióhoz. Egy évig nem játszhatott hivatalos mérkőzést az olaszok egyik csapatában sem, mert az európai uniós útlevelét csak a spanyol állampolgársága után kapta meg. A Torneo Karol Wojtyla elnevezésű ifjúsági versenyen négy mérkőzésen hat gólt szerzett. A  2012-13-as szezonban a Lazio Primavera-csapatában játszott, és bár Vladimir Petković néhány alkalommal a kispadra leültette a felnőtt csapat mérkőzésén, bemutatkoznia nem sikerült az olasz élvonalban.  Végül a következő szezonban, 2013. szeptember 15-én megkapta a lehetőséget, Luis Pedro Cavanda helyére állt be a Chievo elleni bajnokin. Öt nappal később bemutatkozott az Európa-ligában is és gólpasszt adott Hernanesnek a Legia Warszawa elleni találkozón. November 10-én, a Parma ellen első gólját is megszerezte.
2015. augusztus 18-án győztes gólt szerzett a Bayer Leverkusen elleni Bajnokok Ligája selejtező mérkőzésen az Olimpiai Stadionban.
A 2016–17-es idényben a hatodik fordulóban szerezte meg első bajnoki gólját az Empoli ellen. Március 6-án, a Bologna ellen hazai pályán 2-0-ra megnyert bajnokin lépett pályára 100. alkalommal a Seria A-ban. Április 23-án mesterhármast szerzett a Palermo ellen 6-2-es győzelem alkalmával, és már a 11. találatát jegyezte a bajnokságban, ami pályafutása során először történt meg vele. Egy héttel később góllal járult hozzá a rivális AS Roma 3–1-es legyőzéséhez. A Lazio 2012 novembere óta először győzte le városi vetélytársát a bajnokságban.

### AS Monaco
2017. augusztus 30-án a francia bajnokságban címvédő AS Monaco szerződtette. Ötéves kontraktust írt alá, a 14-es mezt kapta új csapatában akik 30 millió eurót fizettek érte.

### Internazionale
A 2018-2019-es szezonra kölcsönbe az olasz Internazionale csapatához került.

### Sampdoria
2020. október 5-én a Sampdoria vette kölcsön a következő szezon végéig.

### Cagliari
2021. augusztus 31-én az olasz élvonalbeli Cagliari játékosa lett. Október 1-jén a Venezia ellen szerzett góljával ő lett az olasz élvonal legeredményesebb szenegáli labdarúgója 40 találattal, Khouma Babacart előzte meg. A 2021–2022-es szezon során megszegte a doppingtesztelés szabályait, ezért 2022 szeptemberében három hónapra, 2022. december 5-ig eltiltották.

### Szpartak Moszkva
2022. augusztus 26-án az orosz Premjer Ligában szereplő Szpartak Moszkva játékosa lett. Szeptember 4-én, a Zenyit ellen mutatkopzott be új csapatában.
2023. szeptember 1-jén az Espanyolhoz került kölcsönbe a 2023–2024-es szezon végéig. 2024. július 6-án közös megegyezéssel szerződést bontott a Szpartakkal.

### Sivasspor
2024. augusztus 13-án két évre aláírt a török élvonalbeli Sivassporhoz.

### Monza
2025. február 13-án a 2024–2025-ös szezon hátralévő részéig szóló szerződést írt alá az olasz élvonalban szereplő AC Monza csapatával.

## Statisztika

### Klubcsapatokban
2018. február 16-án frissítve.
| Klub             | Szezon           | Bajnokság        | Bajnokság     | Bajnokság | Kupa          | Kupa  | Nemzetközi kupa | Nemzetközi kupa | Egyéb         | Egyéb | Összesen      | Összesen |
| Klub             | Szezon           | Bajnokság        | Pályára lépés | Gólok     | Pályára lépés | Gólok | Pályára lépés   | Gólok           | Pályára lépés | Gólok | Pályára lépés | Gólok    |
| ---------------- | ---------------- | ---------------- | ------------- | --------- | ------------- | ----- | --------------- | --------------- | ------------- | ----- | ------------- | -------- |
| Lazio            | 2013–14          | Serie A          | 25            | 5         | 2             | 0     | 8               | 1               | —             | —     | 35            | 6        |
| Lazio            | 2014–15          | Serie A          | 23            | 1         | 6             | 3     | —               | —               | —             | —     | 29            | 4        |
| Lazio            | 2015–16          | Serie A          | 31            | 4         | 1             | 0     | 5               | 0               | 2             | 1     | 39            | 5        |
| Lazio            | 2016–17          | Serie A          | 31            | 16        | 3             | 0     | —               | —               | —             | —     | 34            | 16       |
| Összesen         | Összesen         | Összesen         | 110           | 26        | 12            | 3     | 13              | 1               | 2             | 1     | 137           | 31       |
| AS Monaco        | 2017–18          | Ligue 1          | 18            | 8         | 4             | 0     | 6               | 0               | —             | —     | 28            | 8        |
| Karrier összesen | Karrier összesen | Karrier összesen | 128           | 34        | 16            | 3     | 19              | 1               | 2             | 1     | 165           | 39       |

### A válogatottban
2022. január 14-én frissítve.
| Szenegál | Szenegál      | Szenegál |
| Év       | Pályára lépés | Gól      |
| -------- | ------------- | -------- |
| 2016     | 6             | 2        |
| 2017     | 10            | 1        |
| 2018     | 7             | 1        |
| 2019     | 7             | 1        |
| 2020     | 0             | 0        |
| 2021     | 6             | 1        |
| 2022     | 2             | 0        |
| Összesen | 38            | 6        |

## Sikerei, díjai

### Klub
- Lazio[24]
  - Olasz kupa: 2012–13

### Válogatott
- Szenegál
  - Afrikai nemzetek kupája: 2021